# 高提耶·戴斯特內
高提耶·戴斯特內（Gauthier Destenay，1979年9月21日—）是比利時的一位建築師，盧森堡首相格扎维埃·贝泰尔的丈夫。

## 個人生活

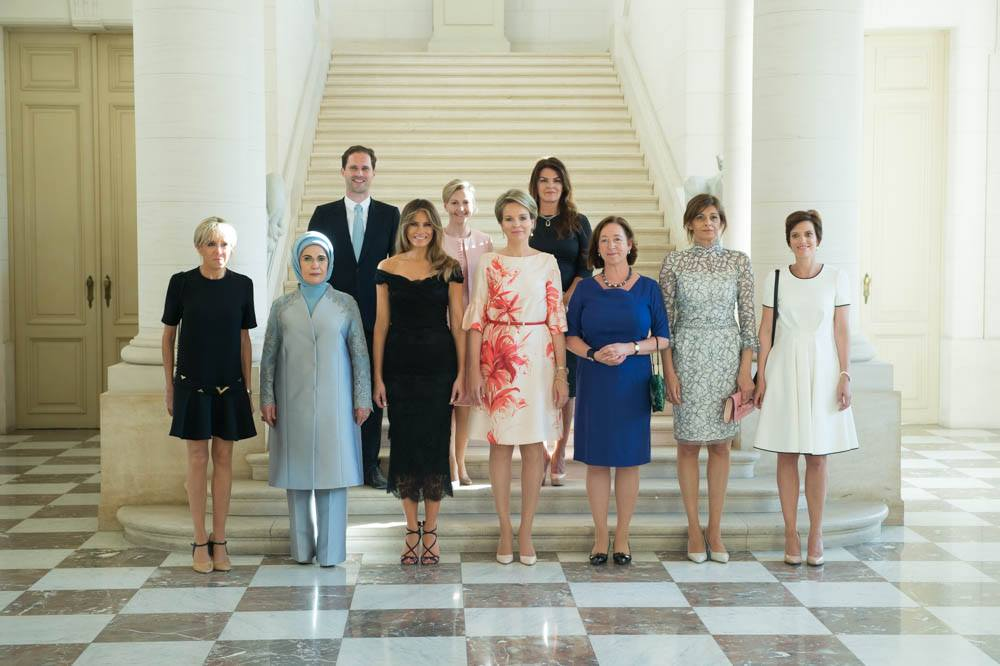
高提耶·戴斯特內以第一先生的身分，與比利時王后瑪蒂爾德和第一夫人在拉肯王家城堡的北約成員會議上。

戴斯特內來自比利時，於2003年畢業於列日大學，有建築學學位。自2013年以來，他在盧森堡-比利時建築公司A3 Architecture擔任助理建築師（associate architect）。

他與札維耶·貝特爾從2010年開始是民事結合關係，且時常與貝特爾一同出現在許多官方場合，

他在2014年8月向貝特爾求婚，他們在2015年5月15日在盧森堡市長莉迪亚·波尔弗主持的私人典禮中舉行了婚禮，大約有250位來賓。貝特爾成為了歐盟當中第一個與同性伴侶結婚的政府首腦。歐盟第一個公開出櫃的政府首腦——前比利時首相艾利歐·迪賀波也有出席他們的婚禮。婚禮結束後在環形市政廳舉行了記者會，約有500位來賓。

在2017年的北約峰會，世界領導人的配偶或伴侶的合照中，他是唯一的一位男性配偶，引起了社群媒體的關注。白宮所發布的Facebook相片中，其他的配偶的姓名都有被正確地標注，只有戴斯內特的姓名被省略，未被標注。由於遭到大眾指責與批評恐同行為，白宮隨後編輯了該篇貼文。